# Isotomodes pseudoproductus
Isotomodes pseudoproductus är en urinsektsart som beskrevs av Stach 1965. Isotomodes pseudoproductus ingår i släktet Isotomodes och familjen Isotomidae. Inga underarter finns listade i Catalogue of Life.